# معادلة أبيل
معادلة أبيل هي معادلة دالية سميت نسبة لعالم الرياضيات النرويجي نيلز هنريك أبيل يمكن كتابتها بالشكل التالي:
{\displaystyle f(h(x))=h(x+1)}
أو الشكل التالي:
{\displaystyle \alpha (f(x))=\alpha (x)+1}
ويتم التحكم في عدد مرات تكرار الدالة f.

## المعادلة المكافئة
هاتان المعادلتان متكافئتان. بفرض أن α هي دالة عكسية، يمكن كتابه المعادلة الثانية بالصورة التالية:
{\displaystyle \alpha ^{-1}(\alpha (f(x)))=\alpha ^{-1}(\alpha (x)+1)\,.}
وبأخذ x =  α−1(y) يمكن كتابة المعادلة بالشكل التالي
{\displaystyle f(\alpha ^{-1}(y))=\alpha ^{-1}(y+1)\,.}
للدالة f(x)، بفرض أنها دالة معرفة يكون المطلوب هو حل المعادلة الدالية للدالة α−1≡h، بحيث تحقق متطلبات أخرى مثل α−1(0) = 1.
عند حدوث تغير كالتالي sα(x) =  Ψ(x)، لمعامل حقيقي s، تعمل معادلة أبيل كمعادلة شرودنجر Ψ(f(x)) = s Ψ(x) .
أما عند حدوث تغير كالتالي F(x) = exp(sα(x)) تعمل المعادلة كمعادلة بوتشر F(f(x)) = F(x)s..
تعتبر معادلة أبيل حالة خاصة لمعادلات التحويل:
{\displaystyle \omega (\omega (x,u),v)=\omega (x,u+v)~,}
{\displaystyle \omega (x,1)=f(x)}
{\displaystyle \omega (x,u)=\alpha ^{-1}(\alpha (x)+u)}.     (لاحظ أن  ω(x,0) = x.

## التاريخ
قديما، كان الشكل العام للمعادلة
 يتعامل مع متغير واحد وتقدم تحليل خاص لها.

في حالة دالة التحويل الخطي، تكون الحلول حلول تقريبة.

## حالة خاصة
تعتبر معادلة التكرار الأسي الرابع السالب هي حالة خاصة من حالات معادلة أبيل حيث f = exp..
في حالة التكرار يتم كتابة المعادلة بالصورة التالية:
{\displaystyle \alpha (f(f(x)))=\alpha (x)+2~,}
ومنها
{\displaystyle \alpha (f_{n}(x))=\alpha (x)+n~.}

## الحلول
- الحل الرسمي: حل وحيد.[8]
- الحلول التحليلية: حلول تقريبية.[9]